# クルードさんちのはじめての冒険 (シリーズ)
『クルードさんちのはじめての冒険』は、ドリームワークス・アニメーションが製作したアメリカ合衆国の3Dコンピュータアニメーションシリーズである。カーク・デミッコ、クリス・サンダースのジョン・クリーズが基になっている。

## 映画

### クルードさんちのはじめての冒険（2013年）
『クルードさんちのはじめての冒険』（The Croods）は、ドリームワークス・アニメーション製作、20世紀フォックス配給による2013年の3Dコンピュータアニメーション映画である。声の出演はニコラス・ケイジ、エマ・ストーン、ライアン・レイノルズ、キャサリン・キーナー、クラーク・デューク、クロリス・リーチマンらである。
監督・脚本はカーク・デミッコとクリス・サンダース、プロデューサーはクリスティン・ベルソンとジェーン・ハートウェルが務めた。2013年2月15日に第63回ベルリン国際映画祭でプレミア上映された後、同年3月22日にアメリカ合衆国で封切られた。ドリームワークス・アニメーションがパラマウント映画との配給契約を終了し、新たに契約した20世紀フォックスが配給する初の作品である。
製作費1億3500万ドルに対して世界興行収入は5億8700万ドルを超えた。シリーズ化が決まり、続編やテレビアニメが企画中である。
日本では劇場未公開だったが、2013年11月20日にDVDとブルーレイの販売、レンタルが開始された。

### クルードさんちのあたらしい冒険（2020年）
『クルードさんちのあたらしい冒険』（原題:The Croods: A New Age）は2020年に公開されたアメリカ合衆国のアニメーション映画である。監督はジョエル・クロフォード、主演はニコラス・ケイジが務めた。本作は映画『クルードさんちのはじめての冒険』（2013年）の続編でもある。